# Liste der Geotope im Landkreis Erlangen-Höchstadt
Diese Liste enthält die Geotope des mittelfränkischen Landkreises Erlangen-Höchstadt in Bayern.
Die Liste enthält die amtlichen Bezeichnungen für Namen und Nummern des Bayerischen Landesamt für Umwelt (LfU) sowie deren geographische Lage. Diese Liste ist unvollständig. Im Geotopkataster Bayern sind etwa 3.400 Geotope (Stand März 2020) erfasst. Das LfU sieht einige Geotope nicht für die Veröffentlichung im Internet geeignet. Einige Objekte sind zum Beispiel nicht gefahrlos zugänglich oder dürfen aus anderen Gründen nur eingeschränkt betreten werden.
| Name                                                         | Bild           | Geotop ID | Gemeinde / Lage             | Geologische Raumeinheit | Beschreibung | Fläche m² / Ausdehnung m | Geologie                                                               | Aufschlussart                  | Wert               | Schutzstatus                               | Bemerkung |
| ------------------------------------------------------------ | -------------- | --------- | --------------------------- | ----------------------- | --- | ------------------------ | ---------------------------------------------------------------------- | ------------------------------ | ------------------ | ------------------------------------------ | --------- |
| Schichtstufe NE von Rathsberg                                | weitere Bilder | 562R001   | Bubenreuth Position         | Nördliche Albrandregion | Markante Schichtstufe des Rhätolias-Sandsteins bei Rathsberg. Im Süden zerfällt die Stufe in viele kleine Kuppen und Tälchen. Im Norden Aufschluss des Profils an einer zehn Meter hohen Felswand. Unterhalb liegt ein Felssturz mit großen Sandsteinblöcken. | 200000 2000 × 100        | Typ: Schichtstufe, Schichtfolge Art: Sandstein, Tonstein               | Hanganriss/Felswand            | wertvoll           | Naturschutzgebiet, Landschaftsschutzgebiet |           |
| Ehem. Sandsteinbrüche am Hinteren Giesberg E von Dechsendorf | weitere Bilder | 572A001   | Mark Position               | Sandsteinkeuperregion   | Mehrere alte Steinbrüche im Mittleren Burgsandstein bei Dechsendorf. Die Wände werden teilweise zum Klettern genutzt. | 250000 500 × 500         | Typ: Gesteinsart Art: Sandstein                                        | Steinbruch                     | bedeutend          | Landschaftsschutzgebiet, Vogelschutzgebiet |           |
| Ehemalige Tongrube N von Marloffstein                        | weitere Bilder | 572A002   | Marloffstein Position       | Nördliche Albrandregion | Stillgelegte Tongrube im Lias Delta mit zahlreichen Fossilien, z. B. pyritisierten Cephalopoden. In Toneisensteinknollen sind auch Schwerspat, Bleiglanz, Schwefelkies und Zinkblende zu finden. | 112500 450 × 250         | Typ: Standard-/Referenzprofil, Tierische Fossilien Art: Tonmergelstein | Lehmgrube/Tongrube/Mergelgrube | besonders wertvoll | kein Schutzgebiet                          |           |
| Aufschluss bei der Wunderburg E von Marloffstein             | weitere Bilder | 572A003   | Marloffstein Position       | Nördliche Albrandregion | Alter Steinbruch im Rhätsandstein, an seiner Westseite mit Pflanzentonen. Im oberen Teil ist stellenweise Arietensandstein erschlossen. | 700 70 × 10              | Typ: Schichtfolge Art: Sandstein                                       | Steinbruch                     | bedeutend          | kein Schutzgebiet                          |           |
| Ehem. Sandgrube W von Kleinseebach                           |                | 572A004   | Möhrendorf Position         | Sandsteinkeuperregion   | Ehemalige Sandgrube im Burgsandstein und seinem Basisletten. Lockerer Sandstein mit Quarzkieseln und Sandsteingeröllen. | 37500 250 × 150          | Typ: Gesteinsart Art: Sand                                             | Kiesgrube/Sandgrube            | bedeutend          | Vogelschutzgebiet                          |           |
| Lias-Aufschluss im Teufelsgraben S von Oedhof                | weitere Bilder | 572A005   | Eckental Position           | Nördliche Albrandregion | Aufschluss von Gesteinen des Lias Delta und Epsilon auf ca. 50 m Länge. Von unten nach oben: ca. 1,3 m Lias Epsilon, die Amaltheenton-Formation (Lias Delta), ca. 0,4 m Mergelschiefer mit kalkigen Siemensi-Knollen, drei je ca. 10 cm mächtige Kalkbänke getrennt durch ebenso mächtige Lagen Mergelschiefer, weitere 30 cm Kalkmergelschiefer, 5 cm dicker fossilienreicher Mergelkalk (sogenanntes Belemnitenschlachtfeld). | 150 50 × 3               | Typ: Schichtfolge, Tierische Fossilien Art: Tonstein, Mergelstein      | Prallhang/Flussbett/Bachprofil | wertvoll           | kein Schutzgebiet                          |           |
| Schlucht Teufelsbadstube SW von Kalchreuth                   | weitere Bilder | 572R001   | Kalchreuther Forst          | Nördliche Albrandregion | Schlucht im Rhätsandstein. An einem Wasserfall gute Aufschlüsse, ansonsten stark verwachsen. | 37500 500 × 75           | Typ: Schlucht, Gesteinsart Art: Sandstein                              | Prallhang/Flussbett/Bachprofil | bedeutend          | Landschaftsbestandteil, Vogelschutzgebiet  |           |
| Gründlach (Bachbett) SW von Heroldsberg                      | weitere Bilder | 572R002   | Kalchreuther Forst Position | Sandsteinkeuperregion   | Mäander, Prall- und Gleithänge der Gründlach im natürlichen Zustand. | 150000 1000 × 150        | Typ: Mäander, Bach-/Flusslauf, Prallhang Art: Schluff, Sand            | Prallhang/Flussbett/Bachprofil | bedeutend          | Landschaftsbestandteil, Vogelschutzgebiet  |           |